# Leopold Procházka
Leopold Procházka (23. listopadu 1879 Praha – 29. března 1944 Praha) byl spisovatel , jeden z prvních buddhistů v Československu. Napsal množství knih, které byly jedny z prvních původních, v češtině psaných děl o Buddhově učení.

## Dílo
- Buddha a jeho učení, 1926
- Buddhismus světovým názorem, morálkou a náboženstvím, 1928
- O vědomém jevu osobnostním, 1928
- O buddhistické meditaci, 1930
- Buddha a Kristus, 1933
- Besedování s bohem, 1934
- Kniha o skutečnosti podle Buddhova probuzeneckého učení, 1939